# Liste der Baudenkmäler in Wolfsegg (Oberpfalz)
Auf dieser Seite sind die Baudenkmäler in der Oberpfälzer Gemeinde Wolfsegg zusammengestellt. Diese Tabelle ist eine Teilliste der Liste der Baudenkmäler in Bayern. Grundlage ist die Bayerische Denkmalliste, die auf Basis des Bayerischen Denkmalschutzgesetzes vom 1. Oktober 1973 erstmals erstellt wurde und seither durch das Bayerische Landesamt für Denkmalpflege geführt wird. Die folgenden Angaben ersetzen nicht die rechtsverbindliche Auskunft der Denkmalschutzbehörde.

## Baudenkmäler nach Gemeindeteilen

### Wolfsegg
| Lage                        | Objekt                                                     | Beschreibung | Akten-Nr.    | Bild           |
| --------------------------- | ---------------------------------------------------------- | --- | ------------ | -------------- |
| Burggasse 7 - 18 (Standort) | Burganlage                                                 | gotische Randhausburg, um 1278, mit späteren Veränderungen; Palas, dreigeschossiger Krüppelwalmdachbau mit östlichem Treppenturm, 1278, 1402-10 Aufstockung, Treppenturm 16. Jahrhundert, Dach 1721, Innenumbauten 2. Viertel 14. und 19. Jahrhundert; Bering mit halbrundem Wehrturm und Aborterker, gotisch, um 1278; Reste der Schildmauer mit Durchschlupf und Wehrtürmen, später zu Wohnhäusern ausgebaut; Wohnhaus (Burggasse 5), zweigeschossiger Satteldachbau in Wehrturm; Wohnhaus, (Burggasse 9), zweigeschossiger und traufständiger Satteldachbau; Wohnhaus (Burggasse 10), dreigeschossiger Walmdachbau in Wehrturm, 2. Obergeschoss teilweise in Blockbau; Wohnhaus (Burggasse 12, 12a) zweigeschossiger Walmdach- und Satteldachbau mit Spitzbogenportal in Wehrturm; Wohnhaus (Burggasse 16), eingeschossiger und gestelzter Pultdachbau; Wohnhaus (Burggasse 18), zweigeschossiger Satteldachbau in Wehrturm mit Pultdachanbau | D-3-75-211-1 | weitere Bilder |
| Kapellenweg 3 (Standort)    | Kath. Nebenkirche und ehemalige Burgkapelle St. Laurentius | Saalbau mit Satteldach und verschindeltem Dachreiter mit Zwiebelhaube, 14. Jahrhundert, Umbauten 1. Hälfte 18. Jahrhundert; mit Ausstattung | D-3-75-211-2 | weitere Bilder |
| Kirchstraße 10 (Standort)   | Kath. Pfarrkirche Christkönig                              | Chorturmkirche mit Sattel- und Zeltdach, Bruchstein, neuromanisch; mit Ausstattung; Leichenhaus, eingeschossiger Walmdachbau; Friedhofs- und Pfarrgartenmauer, Bruchstein; alle 1935 von Karl Wirthenson | D-3-75-211-3 | weitere Bilder |

### Hermannstetten
| Lage                        | Objekt  | Beschreibung                                                           | Akten-Nr.    | Bild           |
| --------------------------- | ------- | ---------------------------------------------------------------------- | ------------ | -------------- |
| Hermannstetten 2 (Standort) | Gutshof | ehemals wohl Klosterhof, zweigeschossiger Walmdachbau, 18. Jahrhundert | D-3-75-211-5 | weitere Bilder |

### Hohenwarth
| Lage                    | Objekt     | Beschreibung | Akten-Nr.    | Bild       |
| ----------------------- | ---------- | --- | ------------ | ---------- |
| Hohenwarth 5 (Standort) | Bauernhaus | zweigeschossiger und giebelständiger Satteldachbau mit Putzgliederungen und Pultdachanbau, 18./19. Jahrhundert. | D-3-75-211-6 | Bauernhaus |

### Wall
| Lage                     | Objekt                          | Beschreibung | Akten-Nr.    | Bild           |
| ------------------------ | ------------------------------- | --- | ------------ | -------------- |
| Forststraße 7 (Standort) | Kath. Filialkirche St. Leonhard | Saalbau mit eingezogener Apsis, Rundbogenportal und Dachreiter mit Zwiebelhaube und Blechdeckung, romanisch, um 1200; mit Ausstattung | D-3-75-211-7 | weitere Bilder |